# Batalha de Harar
A Batalha de Harar foi uma batalha da Guerra de Ogaden. A batalha ocorreu de outubro de 1977 até janeiro de 1978, e foi travada perto de Harar, na Etiópia. Os soldados cubanos participaram apoiando o exército etíope, durante a batalha engajaram os atacantes somalianos em combates violentos.

## Batalha
Os somalis executaram uma estratégia de pinça, avançando do norte em direção a Dire Dawa e simultaneamente do leste em direção a Harar. Seu objetivo principal parecia ser capturar Harar inicialmente e posteriormente unir forças com o contingente do norte em Dire Dawa. Conseqüentemente, seu foco estava em romper a linha de frente oriental, avançando a partir de Karamara e Fik. Apesar da posição desafiadora da linha de defesa etíope, o exército somali demorou mais de sete semanas para rompê-la. A população das terras altas, especialmente os colonos, opôs-se fortemente aos somalis e apoiou os homens uniformizados etíopes de todas as formas concebíveis, desde o reconhecimento até à guarda de encruzilhadas estratégicas. À medida que os somalianos se aprofundavam em áreas hostis, as suas linhas sobrecarregadas tornavam-se mais vulneráveis a perturbações.
O exército somali pretendia cercar e eliminar um destacamento etíope substancial que ocupava uma posição saliente que se estendia de Harar ao sudeste de Kore. Eles reuniram uma força formidável para esta missão, consistindo potencialmente de até cinco brigadas de infantaria motorizadas, uma brigada de tanques, uma brigada de artilharia, uma brigada de comandos e pelo menos duas brigadas de guerrilha. Este ataque foi repelido pelo 4º Batalhão de Artilharia e pela 74ª Brigada de Milícias.
Com os seus esforços em Kore frustrados, os somalianos voltaram a sua atenção para Kombolcha, Babile e Fedis e começaram a atacar no ponto mais fraco. Em 16 de novembro, os somalianos lançaram um bombardeio massivo de artilharia sobre Jarso, causando pânico entre os defensores. Uma parte do contingente etíope fugiu para Kombolcha e Harar, enquanto alguns ficaram para trás para destruir equipamento valioso antes de se reagruparem no Monte Hablo, a apenas um quilómetro da cidade. Os reforços etíopes a caminho foram emboscados pelos somalis e sofreram pesadas perdas no dia 18, perdendo dois caminhões de suprimentos e dois canhões de 105mm para o avanço dos somalis, que rapidamente se aproximaram de Kombolcha, situada dezesseis quilômetros a noroeste de Harar.
As forças etíopes em Kombolcha, compostas por unidades que se retiraram de Jarso juntamente com novos elementos de apoio, travaram uma breve batalha em 24 de novembro antes de recuar em direção a Harar, Alemaya e Hameresa, deixando Kombolcha vulnerável. Porém, a cidade foi salva por uma unidade determinada com o apoio da 1ª Brigada Paracomando (FPB), despachada de Shashamene sob o comando do Tenente-Coronel Tesfaye Habte Mariam, bloqueando efetivamente a entrada do inimigo em Kombolcha.
Em 18 de novembro, os somalis enfrentaram um ataque nas frentes de Jaldessa, resultando na perda de uma quantidade significativa de armamento pesado e leve. O contra-ataque cinco dias depois fez com que recuperassem algum território, mas as forças etíopes os repeliram com sucesso. Fizeram outra tentativa no final do mês, resultando na perda de 150 soldados, 19 PRGs e 120 fuzis de assalto Kalashnikov. Este revés silenciou temporariamente a sua artilharia, permitindo aos etíopes conduzir ataques aéreos em cidades fronteiriças no norte da Somália.
A contra-ofensiva foi precedida por uma tentativa somali de tomar Harar em 22 de janeiro. Os somalis começaram atacando a cidade de Babile com morteiros e foguetes. Começando com um intenso bombardeio de Babile na Colina 1692, eles pretendiam desviar a atenção da Etiópia. Às 15h30, várias brigadas de infantaria somalis, apoiadas por tanques e artilharia, avançaram de Fedis em direção a Harar, buscando desalojar o SPB do Monte Hakim. Simultaneamente, outra força atacou de Ejersa Gore para neutralizar as tropas etíopes em Kombolcha e isolar as de Kore pela retaguarda.
Os etíopes e os somalis travaram uma batalha contínua que durou seis horas com interrupções mínimas. Ali Berke Tucho, um miliciano etíope, elevou o moral da sua unidade ao infiltrar-se e eliminar três tanques somalianos. Esta conquista, conforme relatado, gerou confusão entre as fileiras somalis e, por volta das 14h, os somalis interromperam o ataque.
Esta operação, executada com força significativa, chegou tarde demais para virar a maré. Numa resistência coordenada terrestre e aérea, que envolveu pela primeira vez soldados cubanos, os etíopes contra-atacaram os somalis a poucos quilómetros da cidade. Enquanto as batalhas de tanques aconteciam no solo, os caças-bombardeiros visavam a retaguarda do inimigo e interromperam suas linhas de comunicação. O seu plano de cercar e capturar o coração provincial foi totalmente frustrado. Os somalis sofreram uma derrota significativa, com baixas potencialmente superiores a três mil, marcando a sua maior perda numa única acção desde o início do conflito, seis meses antes.
Este evento marcou uma viragem na guerra, levando os etíopes a fazer a transição da defesa para o ataque. Durante os contra-ataques de 23 a 27 de janeiro, a 11ª Divisão e as brigadas blindadas cubanas recuperaram território até Fedis, a primeira cidade significativa libertada. No processo, capturaram numerosos tanques, transportes blindados, artilharia, armas antiaéreas, armas de infantaria e depósitos de munição. Posteriormente, os somalis foram forçados a abandonar a maior parte do território que ocupavam.